# Euprosthenops
Euprosthenops là một chi nhện trong họ Pisauridae.